# Mistrzostwa Europy w Piłce Ręcznej Kobiet 2024
Mistrzostwa Europy w Piłce Ręcznej Kobiet 2024 – szesnaste mistrzostwa Europy w piłce ręcznej kobiet, oficjalny międzynarodowy turniej piłki ręcznej o randze mistrzostw kontynentu organizowany przez EHF, mający na celu wyłonienie najlepszej żeńskiej reprezentacji narodowej w Europie. Odbywał się w dniach od 28 listopada do 15 grudnia 2024 roku na Węgrzech, w Austrii i Szwajcarii. W turnieju po raz pierwszy wystąpiły dwadzieścia cztery zespoły, automatycznie do mistrzostw zakwalifikowały się reprezentacje trzech gospodarzy, zaś o pozostałe miejsca toczyły się eliminacje. Turniej służył jako jedna z kwalifikacji do Mistrzostw Świata 2025.
W gronie przedturniejowych faworytów wymieniano reprezentacje Norwegii, Danii oraz Francji. Niespodzianką fazy grupowej był brak awansu Hiszpanek, natomiast Szwajcarki po raz pierwszy przeszły do fazy zasadniczej turnieju. W powtórce finału z poprzedniej edycji zmierzyły się Norweżki z Dunkami, jednak tym razem pojedynek okazał się jednostronny na korzyść obrończyń tytułu. Reprezentantki Norwegii zdobyły tym samym trzecie mistrzostwo Europy z rzędu, a dziesiąte ogółem, zaś dla Katrine Lunde był to siódmy tytuł kontynentalnego czempionatu. Z kolei drugi raz z rzędu Francuzki przegrały zacięty mecz o brąz, zatem to Węgierki powróciły na podium kontynentalnego czempionatu po dwunastu latach przerwy, a medalistki zawodów uzyskały awans na MŚ 2025. Najwięcej bramek w zawodach rzuciła Węgierka Katrin Klujber.
Po zakończonym turnieju EHF opublikowała statystyki indywidualne i drużynowe, a także jakościowe. Powstał także raport dotyczący użycia powtórek wideo.

## Wybór organizatora
Według pierwotnego harmonogramu wstępne kandydatury państw zainteresowanych organizacją mistrzostw Europejska Federacja Piłki Ręcznej miała przyjmować do 1 maja 2017 roku. Na początku lipca 2017 roku został zmieniony termin rozegrania ME 2022, co pociągnęło za sobą zmiany w harmonogramie wyboru gospodarzy tych dwóch turniejów. Zgodnie z nim ostateczny termin składania wstępnych propozycji, a następnie oficjalnych aplikacji, upływał odpowiednio 1 września i 1 listopada 2017 roku, zaś decyzja, po przeprowadzonych inspekcjach i zatwierdzeniu kandydatur przez Zarząd EHF w marcu, miała zostać podjęta na kongresie tej organizacji w Glasgow w czerwcu 2018 roku. W wyznaczonym terminie wpłynęła jedynie kandydatura Rosji, która jednak nie potwierdziła jej oficjalną aplikacją, toteż o dalszej procedurze miał zadecydować Komitet Wykonawczy EHF. We wrześniu 2019 roku przedstawił on trzy oficjalne kandydatury: rosyjską, węgiersko-austriacko-szwajcarską oraz czesko-polsko-słowacką, zaś decyzja miała zostać podjęta pod koniec listopada tegoż roku. Komitet przełożył jednak ciężar decyzji na zaplanowany w styczniu 2020 roku nadzwyczajny Kongres, podczas którego w drugiej rundzie głosowania wybrano ofertę węgiersko-austriacko-szwajcarską.

## Informacje ogólne
W sierpniu 2018 roku EHF Competitions Commission wypowiedziała się negatywnie o rozszerzeniu mistrzostw do dwudziestu czterech, a nawet dwudziestu zespołów, ze względu na niższy poziom zarówno kwalifikacji, jak i samego turnieju finałowego, oraz trudności w znalezieniu gospodarza zawodów. Dyskusje podczas Zarządu EHF w grudniu tegoż roku doprowadziły do konkluzji, iż analizowanie tego pomysłu powinno być prowadzone dalej, zaś na początku kwietnia 2019 roku została podjęta decyzja o powiększeniu europejskiego czempionatu o osiem reprezentacji. Dwadzieścia cztery uczestniczące reprezentacje zostały podzielone na sześć czterozespołowych grup rywalizujących systemem kołowym, a po dwa najlepsze z każdej z grup awansowały do fazy zasadniczej. W niej, zachowując punkty z pierwszej fazy, walczyły w dwóch sześciozespołowych grupach o dwa czołowe miejsca premiowane awansem do półfinałów, zespoły z miejsc trzecich zmierzyły się zaś w meczu o piąte miejsce.
Na początku kwietnia 2024 roku przedstawiono oficjalną piłkę zawodów oraz maskotkę – symbolizującego związane z piłką ręczną cechy, jak szybkość, zręczność i inteligencja – żbika, który w drodze konkursu otrzymał imię Catchy. Oficjalną piosenką zawodów został wybrany międzynarodowy hit zespołu Opus, "Live is Life", z tekstem dostosowanym do mistrzostw, pod koniec tego miesiąca opublikowano też harmonogram rozgrywek. Uruchomiono także sklep internetowy oraz opublikowano magazyn zawierający informacje o miastach-gospodarzach, zespołach oraz samym turnieju i jego historii. Sprzedaż biletów rozpoczęto na rok przed startem zawodów – ceny całodziennych wejściówek kształtowały się na poziomie 40–95 CHF / 4500–12 900 HUF / 29–59 EUR na fazę wstępną, 11 500–15 900 HUF / 29–69 EUR na fazę zasadniczą oraz 74–169 EUR na finałowy weekend.
Transmisje telewizyjne były dostępne za pośrednictwem kilkudziesięciu stacji z całego świata oraz w serwisach strumieniowych. Fanów angażowano w mediach społecznościowych, a oficjalna aplikacja zawodów oferowała natomiast dostęp do dedykowanych treści, możliwość głosowania na drużynę gwiazd czy też typowania wyników spotkań. Włodarze europejskiego związku wyrazili następnie zadowolenie z wyników oglądalności telewizyjnych i internetowych, ściągnięć aplikacji czy też odsłon w mediach społecznościowych.

## Obiekty
W listopadzie 2022 roku organizatorzy potwierdzili organizację mistrzostw w czterech halach, każda z nich gościła już imprezy tej rangi. W połowie stycznia 2023 roku w mediach pojawiły się wypowiedzi władz węgierskiego związku oraz ze strony rządowej o wycofaniu się z organizacji zawodów, dwa miesiące później budapesztański MVM Dome został zastąpiony przez halę w Wiedniu.
| Bazylea          | BazyleaInnsbruckDebreczynWiedeń | Debreczyn         |
| ---------------- | ------------------------------- | ----------------- |
| St. Jakobshalle  | BazyleaInnsbruckDebreczynWiedeń | Főnix Aréna       |
| Pojemność: '6500 | BazyleaInnsbruckDebreczynWiedeń | Pojemność: '6500  |
|                  | BazyleaInnsbruckDebreczynWiedeń |                   |
| Innsbruck        | BazyleaInnsbruckDebreczynWiedeń | Wiedeń            |
| Olympiahalle     | BazyleaInnsbruckDebreczynWiedeń | Wiener Stadthalle |
| Pojemność: 6000  | BazyleaInnsbruckDebreczynWiedeń | Pojemność: 10 000 |
|                  | BazyleaInnsbruckDebreczynWiedeń |                   |

## Zespoły
| Kraj               | Strefa kwalifikacyjna               | Mistrzostwa 2022 |
| ------------------ | ----------------------------------- | ---------------- |
| Węgry              | Gospodarz                           | 11. miejsce      |
| Austria            | Gospodarz                           | –                |
| Szwajcaria         | Gospodarz                           | 14. miejsce      |
| Norwegia           | Mistrzostwa 2022                    | Mistrzostwo      |
| Rumunia            | 1. miejsce w 1 grupie eliminacyjnej | 12. miejsce      |
| Chorwacja          | 2. miejsce w 1 grupie eliminacyjnej | 10. miejsce      |
| Niemcy             | 1. miejsce w 2 grupie eliminacyjnej | 7. miejsce       |
| Ukraina            | 2. miejsce w 2 grupie eliminacyjnej | –                |
| Holandia           | 1. miejsce w 3 grupie eliminacyjnej | 6. miejsce       |
| Czechy             | 2. miejsce w 3 grupie eliminacyjnej | –                |
| Francja            | 1. miejsce w 4 grupie eliminacyjnej | 4. miejsce       |
| Słowenia           | 2. miejsce w 4 grupie eliminacyjnej | 8. miejsce       |
| Hiszpania          | 1. miejsce w 5 grupie eliminacyjnej | 9. miejsce       |
| Macedonia Północna | 2. miejsce w 5 grupie eliminacyjnej | 16. miejsce      |
| Czarnogóra         | 1. miejsce w 6 grupie eliminacyjnej | 3. miejsce       |
| Serbia             | 2. miejsce w 6 grupie eliminacyjnej | 15. miejsce      |
| Szwecja            | 1. miejsce w 7 grupie eliminacyjnej | 5. miejsce       |
| Islandia           | 2. miejsce w 7 grupie eliminacyjnej | –                |
| Dania              | 1. miejsce w 8 grupie eliminacyjnej | 2. miejsce       |
| Polska             | 2. miejsce w 8 grupie eliminacyjnej | 13. miejsce      |
| Turcja             | Ranking drużyn z trzecich miejsc    | –                |
| Słowacja           | Ranking drużyn z trzecich miejsc    | –                |
| Portugalia         | Ranking drużyn z trzecich miejsc    | –                |
| Wyspy Owcze        | Ranking drużyn z trzecich miejsc    | –                |

## Losowanie grup
Losowanie grup zostało grup zaplanowane na 18 kwietnia 2024 roku w Wiedniu. Przed nim drużyny zostały podzielone na cztery koszyki na podstawie wyników osiągniętych podczas Mistrzostw Europy 2022 i eliminacji do ME 2024, a dodatkowo sześć reprezentacji zostało przydzielonych już na tym etapie do konkretnych grup.
| Koszyk 1   |
| ---------- |
| Norwegia   |
| Dania      |
| Czarnogóra |
| Francja    |
| Szwecja    |
| Holandia   |

| Koszyk 2   |
| ---------- |
| Niemcy     |
| Hiszpania  |
| Rumunia    |
| Węgry      |
| Szwajcaria |
| Austria    |

| Koszyk 3           |
| ------------------ |
| Słowenia           |
| Chorwacja          |
| Polska             |
| Serbia             |
| Macedonia Północna |
| Islandia           |

| Koszyk 4    |
| ----------- |
| Czechy      |
| Ukraina     |
| Turcja      |
| Wyspy Owcze |
| Portugalia  |
| Słowacja    |

W wyniku transmitowanego w Internecie losowania, które przeprowadziły Silje Solberg, Petra Blazek, Lea Schüpbach i Viktoria Györi-Lukacs, wyłonionych zostało sześć czterozespołowych grup pierwszej fazy turnieju.
| Grupa A            |
| Debreczyn          |
| ------------------ |
| Szwecja            |
| Węgry              |
| Macedonia Północna |
| Turcja             |

| Grupa B    |
| Debreczyn  |
| ---------- |
| Czarnogóra |
| Rumunia    |
| Serbia     |
| Czechy     |

| Grupa C    |
| Bazylea    |
| ---------- |
| Francja    |
| Hiszpania  |
| Polska     |
| Portugalia |

| Grupa D     |
| Bazylea     |
| ----------- |
| Dania       |
| Szwajcaria  |
| Chorwacja   |
| Wyspy Owcze |

| Grupa E   |
| Innsbruck |
| --------- |
| Norwegia  |
| Austria   |
| Słowenia  |
| Słowacja  |

| Grupa F   |
| Innsbruck |
| --------- |
| Holandia  |
| Niemcy    |
| Islandia  |
| Ukraina   |

## Sędziowie
Na początku lipca 2024 roku EHF ogłosiła listę osiemnastu par sędziowskich nominowanych do prowadzenia meczów mistrzostw. Jeszcze przed ich rozpoczęciem nastąpiły trzy zmiany w obsadzie sędziowskiej – pary austriacka, niemiecka i turecka zostały zastąpione przez austriacką, duńską i polską. Po raz pierwszy arbitrzy mieli wystąpić w koszulkach z nazwiskami. Przydzielanie sędziów do poszczególnych pojedynków odbywało się przed każdą rundą.
- Ana Vranes i Marlis Wenninger
- Radojko Brkić i Andrej Jusufhodžić
- Tatjana Praštalo i Vesna Balvan
- Georgi Dojczinow i Julian Gorecow
- Jelena Vujačić i Anđelina Kažanegra
- Line Hansen i Josefine Jensen
- Yann Carmaux i Julien Mursch
- Javier Álvarez i Ion Bustamante
- William Weijmans i Rick Wolbertus
- Tomas Barysas i Povilas Petrusis
- Igor Covalciuc i Alexei Covalciuc
- Maike Merz i Tanja Kuttler
- Eskil Braseth i Leif Sundet
- Małgorzata Lidacka i Urszula Lesiak
- Cristina Lovin i Simona Stancu
- Vanja Antić i Jelena Jakovljević
- Ozren Backović i Mirko Palačković
- Pinar Ünlü Hatipoglu i Mehtap Simsek
- Marina Duplij i Ołena Pobedrina
- Kristof Altmár i Marton Horváth
- Gianna Merisi i Andrea Pepe

## Faza wstępna

### Grupa A
| 28 listopada 202418:00 | Węgry                                    | 30:24(13:8) | Turcja       | Főnix Aréna, Debreczyn Widzów: 2927 Sędzia: Tatjana Praštalo, Vesna Balvan |
| 28 listopada 202418:00 | Viktória Győri-Lukács 6 Katrin Klujber 6 | 30:24(13:8) | 5 Aslı İskit | Főnix Aréna, Debreczyn Widzów: 2927 Sędzia: Tatjana Praštalo, Vesna Balvan |
| 28 listopada 202418:00 | 1×                                       | 30:24(13:8) | 2×           | Főnix Aréna, Debreczyn Widzów: 2927 Sędzia: Tatjana Praštalo, Vesna Balvan |

| 28 listopada 202420:30 | Szwecja           | 28:18(15:7) | Macedonia Północna   | Főnix Aréna, Debreczyn Widzów: 580 Sędzia: Marina Duplij, Ołena Pobedrina |
| 28 listopada 202420:30 | Nathalie Hagman 9 | 28:18(15:7) | 3 cztery zawodniczki | Főnix Aréna, Debreczyn Widzów: 580 Sędzia: Marina Duplij, Ołena Pobedrina |
| 28 listopada 202420:30 | 2×                | 28:18(15:7) | 5×                   | Főnix Aréna, Debreczyn Widzów: 580 Sędzia: Marina Duplij, Ołena Pobedrina |

| 30 listopada 202418:00 | Szwecja         | 25:32(13:16) | Węgry            | Főnix Aréna, Debreczyn Widzów: 4163 Sędzia: William Weijmans, Rick Wolbertus |
| 30 listopada 202418:00 | Jenny Carlson 6 | 25:32(13:16) | 8 Katrin Klujber | Főnix Aréna, Debreczyn Widzów: 4163 Sędzia: William Weijmans, Rick Wolbertus |
| 30 listopada 202418:00 | 2×              | 25:32(13:16) | 5×               | Főnix Aréna, Debreczyn Widzów: 4163 Sędzia: William Weijmans, Rick Wolbertus |

| 30 listopada 202420:30 | Macedonia Północna | 25:25(12:15) | Turcja           | Főnix Aréna, Debreczyn Widzów: 2160 Sędzia: Eskil Braseth, Leif Sundet |
| 30 listopada 202420:30 | Sara Ristovska 8   | 25:25(12:15) | 7 Emine Gökdemir | Főnix Aréna, Debreczyn Widzów: 2160 Sędzia: Eskil Braseth, Leif Sundet |
| 30 listopada 202420:30 | 5×                 | 25:25(12:15) | 3×               | Főnix Aréna, Debreczyn Widzów: 2160 Sędzia: Eskil Braseth, Leif Sundet |

| 2 grudnia 202418:00 | Macedonia Północna | 19:29(10:11) | Węgry                     | Főnix Aréna, Debreczyn Widzów: 3409 Sędzia: Line Hansen, Josefine Jensen |
| 2 grudnia 202418:00 | Sara Ristovska 6   | 19:29(10:11) | 6 Nadine Szöllősi-Schatzl | Főnix Aréna, Debreczyn Widzów: 3409 Sędzia: Line Hansen, Josefine Jensen |
| 2 grudnia 202418:00 | 5x                 | 19:29(10:11) | 4x                        | Főnix Aréna, Debreczyn Widzów: 3409 Sędzia: Line Hansen, Josefine Jensen |

| 2 grudnia 202420:30 | Turcja             | 19:47(12:25) | Szwecja            | Főnix Aréna, Debreczyn Widzów: 1970 Sędzia: Radojko Brkić, Andrej Jusufhodžić |
| 2 grudnia 202420:30 | trzy zawodniczki 3 | 19:47(12:25) | 11 Nathalie Hagman | Főnix Aréna, Debreczyn Widzów: 1970 Sędzia: Radojko Brkić, Andrej Jusufhodžić |
| 2 grudnia 202420:30 | 3× · 1×            | 19:47(12:25) | 4×                 | Főnix Aréna, Debreczyn Widzów: 1970 Sędzia: Radojko Brkić, Andrej Jusufhodžić |

### Grupa B
| 29 listopada 202418:00 | Rumunia          | 29:28(11:13) | Czechy                 | Főnix Aréna, Debreczyn Widzów: 2240 Sędzia: Radojko Brkić, Andrej Jusufhodžić |
| 29 listopada 202418:00 | Bianca Bazaliu 9 | 29:28(11:13) | 11 Charlotte Cholevová | Főnix Aréna, Debreczyn Widzów: 2240 Sędzia: Radojko Brkić, Andrej Jusufhodžić |
| 29 listopada 202418:00 | 2×               | 29:28(11:13) | 1×                     | Főnix Aréna, Debreczyn Widzów: 2240 Sędzia: Radojko Brkić, Andrej Jusufhodžić |

| 29 listopada 202420:30 | Czarnogóra          | 24:18(11:8) | Serbia           | Főnix Aréna, Debreczyn Widzów: 2036 Sędzia: Igor Covalciuc, Alexei Covalciuc |
| 29 listopada 202420:30 | Đurđina Jauković 11 | 24:18(11:8) | 7 Jovana Jovović | Főnix Aréna, Debreczyn Widzów: 2036 Sędzia: Igor Covalciuc, Alexei Covalciuc |
| 29 listopada 202420:30 | 7×                  | 24:18(11:8) | 2×               | Főnix Aréna, Debreczyn Widzów: 2036 Sędzia: Igor Covalciuc, Alexei Covalciuc |

| 1 grudnia 202418:00 | Czarnogóra      | 27:25(16:12) | Rumunia             | Főnix Aréna, Debreczyn Widzów: 2074 Sędzia: Ozren Backović, Mirko Palačković |
| 1 grudnia 202418:00 | Dijana Mugoša 8 | 27:25(16:12) | 6 Sonia Seraficeanu | Főnix Aréna, Debreczyn Widzów: 2074 Sędzia: Ozren Backović, Mirko Palačković |
| 1 grudnia 202418:00 | 4× · 1×         | 27:25(16:12) | 4× · 2×             | Főnix Aréna, Debreczyn Widzów: 2074 Sędzia: Ozren Backović, Mirko Palačković |

| 1 grudnia 202420:30 | Serbia              | 24:27(13:14) | Czechy                                    | Főnix Aréna, Debreczyn Widzów: 1070 Sędzia: Tomas Barysas, Povilas Petrušis |
| 1 grudnia 202420:30 | Anđela Janjušević 9 | 24:27(13:14) | 8 Charlotte Cholevová 8 Markéta Jeřábková | Főnix Aréna, Debreczyn Widzów: 1070 Sędzia: Tomas Barysas, Povilas Petrušis |
| 1 grudnia 202420:30 | 1× · 1×             | 24:27(13:14) | 3× · 1×                                   | Főnix Aréna, Debreczyn Widzów: 1070 Sędzia: Tomas Barysas, Povilas Petrušis |

| 3 grudnia 202418:00 | Serbia              | 25:27(16:13) | Rumunia                               | Főnix Aréna, Debreczyn Widzów: 1366 Sędzia: Eskil Braseth, Leif Sundet |
| 3 grudnia 202418:00 | Anđela Janjušević 7 | 25:27(16:13) | 5 Sonia Seraficeanu 5 Ștefania Stoica | Főnix Aréna, Debreczyn Widzów: 1366 Sędzia: Eskil Braseth, Leif Sundet |
| 3 grudnia 202418:00 | 7x                  | 25:27(16:13) | 4× · 1×                               | Főnix Aréna, Debreczyn Widzów: 1366 Sędzia: Eskil Braseth, Leif Sundet |

| 3 grudnia 202420:30 | Czechy                              | 21:28(4:12) | Czarnogóra         | Főnix Aréna, Debreczyn Widzów: 1404 Sędzia: William Weijmans, Rick Wolbertus |
| 3 grudnia 202420:30 | Anna Franková 4 Markéta Jeřábková 4 | 21:28(4:12) | 8 Đurđina Jauković | Főnix Aréna, Debreczyn Widzów: 1404 Sędzia: William Weijmans, Rick Wolbertus |
| 3 grudnia 202420:30 | 6× · 1×                             | 21:28(4:12) | 5× · 1×            | Főnix Aréna, Debreczyn Widzów: 1404 Sędzia: William Weijmans, Rick Wolbertus |

### Grupa C
| 28 listopada 202418:00 | Hiszpania       | 30:24(12:12) | Portugalia      | St. Jakobshalle, Bazylea Widzów: 2669 Sędzia: Ozren Backović, Mirko Palačković |
| 28 listopada 202418:00 | Carmen Campos 8 | 30:24(12:12) | 8 Joana Rezende | St. Jakobshalle, Bazylea Widzów: 2669 Sędzia: Ozren Backović, Mirko Palačković |
| 28 listopada 202418:00 | 2×              | 30:24(12:12) | 3× · 1×         | St. Jakobshalle, Bazylea Widzów: 2669 Sędzia: Ozren Backović, Mirko Palačković |

| 28 listopada 202420:30 | Francja            | 35:22(18:10) | Polska               | St. Jakobshalle, Bazylea Widzów: 2682 Sędzia: Line Hansen, Josefine Jensen |
| 28 listopada 202420:30 | Pauline Coatanea 5 | 35:22(18:10) | 4 Paulina Uścinowicz | St. Jakobshalle, Bazylea Widzów: 2682 Sędzia: Line Hansen, Josefine Jensen |
| 28 listopada 202420:30 | 1× · 1×            | 35:22(18:10) | 4× · 1×              | St. Jakobshalle, Bazylea Widzów: 2682 Sędzia: Line Hansen, Josefine Jensen |

| 30 listopada 202415:30 | Polska              | 22:21(11:10) | Portugalia      | St. Jakobshalle, Bazylea Widzów: 3663 Sędzia: Georgi Dojczinow, Julian Gorecow |
| 30 listopada 202415:30 | Monika Kobylińska 7 | 22:21(11:10) | 5 Mariana Lopes | St. Jakobshalle, Bazylea Widzów: 3663 Sędzia: Georgi Dojczinow, Julian Gorecow |
| 30 listopada 202415:30 | 4× · 2×             | 22:21(11:10) | 6× · 1×         | St. Jakobshalle, Bazylea Widzów: 3663 Sędzia: Georgi Dojczinow, Julian Gorecow |

| 30 listopada 202418:00 | Francja           | 24:22(10:11) | Hiszpania           | St. Jakobshalle, Bazylea Widzów: 4056 Sędzia: Gianna Merisi, Andrea Pepe |
| 30 listopada 202418:00 | Chloé Valentini 6 | 24:22(10:11) | 9 Danila So Delgado | St. Jakobshalle, Bazylea Widzów: 4056 Sędzia: Gianna Merisi, Andrea Pepe |
| 30 listopada 202418:00 | 3× · 1×           | 24:22(10:11) | 3× · 1×             | St. Jakobshalle, Bazylea Widzów: 4056 Sędzia: Gianna Merisi, Andrea Pepe |

| 2 grudnia 202418:00 | Polska              | 26:23(14:12) | Hiszpania                   | St. Jakobshalle, Bazylea Widzów: 1425 Sędzia: Igor Covalciuc, Alexei Covalciuc |
| 2 grudnia 202418:00 | Aleksandra Rosiak 6 | 26:23(14:12) | 6 Anne Erauskin 6 Ona Vegué | St. Jakobshalle, Bazylea Widzów: 1425 Sędzia: Igor Covalciuc, Alexei Covalciuc |
| 2 grudnia 202418:00 | 8× · 1×             | 26:23(14:12) | 1×                          | St. Jakobshalle, Bazylea Widzów: 1425 Sędzia: Igor Covalciuc, Alexei Covalciuc |

| 2 grudnia 202420:30 | Portugalia           | 16:28(8:16) | Francja                           | St. Jakobshalle, Bazylea Widzów: 1349 Sędzia: Marina Duplij, Ołena Pobedrina |
| 2 grudnia 202420:30 | Constança Sequeira 4 | 16:28(8:16) | 5 Sarah Bouktit 5 Alicia Toublanc | St. Jakobshalle, Bazylea Widzów: 1349 Sędzia: Marina Duplij, Ołena Pobedrina |
| 2 grudnia 202420:30 | 1x                   | 16:28(8:16) | 2x                                | St. Jakobshalle, Bazylea Widzów: 1349 Sędzia: Marina Duplij, Ołena Pobedrina |

### Grupa D
| 29 listopada 202418:00 | Szwajcaria        | 28:25(13:7) | Wyspy Owcze                          | St. Jakobshalle, Bazylea Widzów: 4670 Sędzia: Tomas Barysas, Povilas Petrušis |
| 29 listopada 202418:00 | Daphne Gautschi 8 | 28:25(13:7) | 7 Pernille Brandenborg 7 Jana Mittún | St. Jakobshalle, Bazylea Widzów: 4670 Sędzia: Tomas Barysas, Povilas Petrušis |
| 29 listopada 202418:00 | 2×                | 28:25(13:7) | 4×                                   | St. Jakobshalle, Bazylea Widzów: 4670 Sędzia: Tomas Barysas, Povilas Petrušis |

| 29 listopada 202420:30 | Dania            | 34:26(16:13) | Chorwacja           | St. Jakobshalle, Bazylea Widzów: 4538 Sędzia: Małgorzata Lidacka, Urszula Lesiak |
| 29 listopada 202420:30 | Michala Møller 7 | 34:26(16:13) | 6 Katarina Pavlović | St. Jakobshalle, Bazylea Widzów: 4538 Sędzia: Małgorzata Lidacka, Urszula Lesiak |
| 29 listopada 202420:30 | 5×               | 34:26(16:13) | 4×                  | St. Jakobshalle, Bazylea Widzów: 4538 Sędzia: Małgorzata Lidacka, Urszula Lesiak |

| 1 grudnia 202415:30 | Chorwacja        | 17:17(9:8) | Wyspy Owcze                          | St. Jakobshalle, Bazylea Widzów: 4855 Sędzia: Georgi Dojczinow, Julian Gorecow |
| 1 grudnia 202415:30 | Katarina Ježić 5 | 17:17(9:8) | 5 Jana Mittún 5 Turið Arge Samuelsen | St. Jakobshalle, Bazylea Widzów: 4855 Sędzia: Georgi Dojczinow, Julian Gorecow |
| 1 grudnia 202415:30 | 3× · 2×          | 17:17(9:8) | 1×                                   | St. Jakobshalle, Bazylea Widzów: 4855 Sędzia: Georgi Dojczinow, Julian Gorecow |

| 1 grudnia 202418:00 | Dania        | 35:30(19:15) | Szwajcaria     | St. Jakobshalle, Bazylea Widzów: 5423 Sędzia: Gianna Merisi, Andrea Pepe |
| 1 grudnia 202418:00 | Emma Friis 9 | 35:30(19:15) | 8 Tabea Schmid | St. Jakobshalle, Bazylea Widzów: 5423 Sędzia: Gianna Merisi, Andrea Pepe |
| 1 grudnia 202418:00 | 3× · 1×      | 35:30(19:15) | 2× · 1×        | St. Jakobshalle, Bazylea Widzów: 5423 Sędzia: Gianna Merisi, Andrea Pepe |

| 3 grudnia 202418:00 | Wyspy Owcze             | 24:33(8:15) | Dania              | St. Jakobshalle, Bazylea Widzów: 3074 Sędzia: Kristof Altmár, Marton Horváth |
| 3 grudnia 202418:00 | Pernille Brandenborg 10 | 24:33(8:15) | 5 Trine Østergaard | St. Jakobshalle, Bazylea Widzów: 3074 Sędzia: Kristof Altmár, Marton Horváth |
| 3 grudnia 202418:00 | 2× · 1× · 1×            | 24:33(8:15) | 4x                 | St. Jakobshalle, Bazylea Widzów: 3074 Sędzia: Kristof Altmár, Marton Horváth |

| 3 grudnia 202420:30 | Chorwacja                     | 22:26(10:16) | Szwajcaria                   | St. Jakobshalle, Bazylea Widzów: 3826 Sędzia: Yann Carmaux, Julien Mursch |
| 3 grudnia 202420:30 | Tina Barišić 5 Klara Birtić 5 | 22:26(10:16) | 6 Era Baumann 6 Tabea Schmid | St. Jakobshalle, Bazylea Widzów: 3826 Sędzia: Yann Carmaux, Julien Mursch |
| 3 grudnia 202420:30 | 4x                            | 22:26(10:16) | 2× · 1×                      | St. Jakobshalle, Bazylea Widzów: 3826 Sędzia: Yann Carmaux, Julien Mursch |

### Grupa E
| 28 listopada 202418:00 | Austria                           | 37:24(17:11) | Słowacja        | Olympiahalle, Innsbruck Widzów: 2414 Sędzia: Cristina Lovin, Simona Stancu |
| 28 listopada 202418:00 | Ines Ivančok 8 Johanna Reichert 8 | 37:24(17:11) | 9 Barbora Lancz | Olympiahalle, Innsbruck Widzów: 2414 Sędzia: Cristina Lovin, Simona Stancu |
| 28 listopada 202418:00 | 6×                                | 37:24(17:11) | 1×              | Olympiahalle, Innsbruck Widzów: 2414 Sędzia: Cristina Lovin, Simona Stancu |

| 28 listopada 202420:30 | Norwegia             | 33:26(16:11) | Słowenia       | Olympiahalle, Innsbruck Widzów: 1524 Sędzia: Yann Carmaux, Julien Mursch |
| 28 listopada 202420:30 | Henny Ella Reistad 9 | 33:26(16:11) | 7 Tjaša Stanko | Olympiahalle, Innsbruck Widzów: 1524 Sędzia: Yann Carmaux, Julien Mursch |
| 28 listopada 202420:30 | 4× · 1×              | 33:26(16:11) | 4×             | Olympiahalle, Innsbruck Widzów: 1524 Sędzia: Yann Carmaux, Julien Mursch |

| 30 listopada 202418:00 | Norwegia            | 38:24(23:14) | Austria            | Olympiahalle, Innsbruck Widzów: 3730 Sędzia: Jelena Vujačić, Anđelina Kažanegra |
| 30 listopada 202418:00 | Kristine Breistøl 6 | 38:24(23:14) | 4 trzy zawodniczki | Olympiahalle, Innsbruck Widzów: 3730 Sędzia: Jelena Vujačić, Anđelina Kažanegra |
| 30 listopada 202418:00 | 4×                  | 38:24(23:14) | 2×                 | Olympiahalle, Innsbruck Widzów: 3730 Sędzia: Jelena Vujačić, Anđelina Kažanegra |

| 30 listopada 202420:30 | Słowenia       | 37:24(18:10) | Słowacja             | Olympiahalle, Innsbruck Widzów: 1766 Sędzia: Vanja Antić, Jelena Jakovljević |
| 30 listopada 202420:30 | Tjaša Stanko 9 | 37:24(18:10) | 11 Tatiana Šutranová | Olympiahalle, Innsbruck Widzów: 1766 Sędzia: Vanja Antić, Jelena Jakovljević |
| 30 listopada 202420:30 | 8×             | 37:24(18:10) | 7×                   | Olympiahalle, Innsbruck Widzów: 1766 Sędzia: Vanja Antić, Jelena Jakovljević |

| 2 grudnia 202418:00 | Słowenia       | 25:24(13:13) | Austria            | Olympiahalle, Innsbruck Widzów: 3341 Sędzia: Javier Álvarez, Ion Bustamante |
| 2 grudnia 202418:00 | Tjaša Stanko 8 | 25:24(13:13) | 9 Johanna Reichert | Olympiahalle, Innsbruck Widzów: 3341 Sędzia: Javier Álvarez, Ion Bustamante |
| 2 grudnia 202418:00 | 3× · 1×        | 25:24(13:13) | 3× · 1×            | Olympiahalle, Innsbruck Widzów: 3341 Sędzia: Javier Álvarez, Ion Bustamante |

| 2 grudnia 202420:30 | Słowacja            | 15:38(8:20) | Norwegia         | Olympiahalle, Innsbruck Widzów: 1560 Sędzia: Małgorzata Lidacka, Urszula Lesiak |
| 2 grudnia 202420:30 | Tatiana Šutranová 5 | 15:38(8:20) | 8 Camilla Herrem | Olympiahalle, Innsbruck Widzów: 1560 Sędzia: Małgorzata Lidacka, Urszula Lesiak |
| 2 grudnia 202420:30 | 1×                  | 15:38(8:20) | 3x               | Olympiahalle, Innsbruck Widzów: 1560 Sędzia: Małgorzata Lidacka, Urszula Lesiak |

### Grupa F
| 29 listopada 202418:00 | Holandia           | 27:25(12:12) | Islandia                   | Olympiahalle, Innsbruck Widzów: 2076 Sędzia: Kristof Altmár, Marton Horváth |
| 29 listopada 202418:00 | trzy zawodniczki 5 | 27:25(12:12) | 8 Perla Ruth Albertsdóttir | Olympiahalle, Innsbruck Widzów: 2076 Sędzia: Kristof Altmár, Marton Horváth |
| 29 listopada 202418:00 | 5×                 | 27:25(12:12) | 2× · 1×                    | Olympiahalle, Innsbruck Widzów: 2076 Sędzia: Kristof Altmár, Marton Horváth |

| 29 listopada 202420:30 | Niemcy            | 30:17(15:9) | Ukraina           | Olympiahalle, Innsbruck Widzów: 2437 Sędzia: Vanja Antić, Jelena Jakovljević |
| 29 listopada 202420:30 | Alina Grijseels 6 | 30:17(15:9) | 4 Lilija Horilska | Olympiahalle, Innsbruck Widzów: 2437 Sędzia: Vanja Antić, Jelena Jakovljević |
| 29 listopada 202420:30 | 6× · 1×           | 30:17(15:9) | 5×                | Olympiahalle, Innsbruck Widzów: 2437 Sędzia: Vanja Antić, Jelena Jakovljević |

| 1 grudnia 202418:00 | Holandia         | 29:22(15:14) | Niemcy            | Olympiahalle, Innsbruck Widzów: 2437 Sędzia: Javier Álvarez, Ion Bustamante |
| 1 grudnia 202418:00 | Dione Housheer 7 | 29:22(15:14) | 5 Alina Grijseels | Olympiahalle, Innsbruck Widzów: 2437 Sędzia: Javier Álvarez, Ion Bustamante |
| 1 grudnia 202418:00 | 4× · 1×          | 29:22(15:14) | 4× · 1×           | Olympiahalle, Innsbruck Widzów: 2437 Sędzia: Javier Álvarez, Ion Bustamante |

| 1 grudnia 202420:30 | Islandia                   | 27:24(16:9) | Ukraina           | Olympiahalle, Innsbruck Widzów: 1155 Sędzia: Cristina Lovin, Simona Stancu |
| 1 grudnia 202420:30 | Perla Ruth Albertsdóttir 7 | 27:24(16:9) | 8 Tamara Smbatian | Olympiahalle, Innsbruck Widzów: 1155 Sędzia: Cristina Lovin, Simona Stancu |
| 1 grudnia 202420:30 | 6× · 1×                    | 27:24(16:9) | 6× · 1×           | Olympiahalle, Innsbruck Widzów: 1155 Sędzia: Cristina Lovin, Simona Stancu |

| 3 grudnia 202418:00 | Ukraina           | 23:43(12:24) | Holandia       | Olympiahalle, Innsbruck Widzów: 1019 Sędzia: Jelena Vujačić, Anđelina Kažanegra |
| 3 grudnia 202418:00 | Tamara Smbatian 7 | 23:43(12:24) | 9 Sarah Dekker | Olympiahalle, Innsbruck Widzów: 1019 Sędzia: Jelena Vujačić, Anđelina Kažanegra |
| 3 grudnia 202418:00 | 4× · 1×           | 23:43(12:24) | 5x             | Olympiahalle, Innsbruck Widzów: 1019 Sędzia: Jelena Vujačić, Anđelina Kažanegra |

| 3 grudnia 202420:30 | Islandia                   | 19:30(10:14) | Niemcy       | Olympiahalle, Innsbruck Widzów: 2056 Sędzia: Tatjana Praštalo, Vesna Balvan |
| 3 grudnia 202420:30 | Perla Ruth Albertsdóttir 6 | 19:30(10:14) | 7 Nina Engel | Olympiahalle, Innsbruck Widzów: 2056 Sędzia: Tatjana Praštalo, Vesna Balvan |
| 3 grudnia 202420:30 | 3× · 2×                    | 19:30(10:14) | 2x           | Olympiahalle, Innsbruck Widzów: 2056 Sędzia: Tatjana Praštalo, Vesna Balvan |

## Faza zasadnicza

### Grupa I
| 5 grudnia 202415:30 | Szwecja           | 33:25(17:15) | Polska              | Főnix Aréna, Debreczyn Widzów: 786 Sędzia: Vanja Antić, Jelena Jakovljević |
| 5 grudnia 202415:30 | Nathalie Hagman 9 | 33:25(17:15) | 6 Monika Kobylińska | Főnix Aréna, Debreczyn Widzów: 786 Sędzia: Vanja Antić, Jelena Jakovljević |
| 5 grudnia 202415:30 | 4×                | 33:25(17:15) | 6× · 1× · 1×        | Főnix Aréna, Debreczyn Widzów: 786 Sędzia: Vanja Antić, Jelena Jakovljević |

| 5 grudnia 202418:00 | Francja           | 30:25(12:9) | Rumunia          | Főnix Aréna, Debreczyn Widzów: 1481 Sędzia: Line Hansen, Josefine Jensen |
| 5 grudnia 202418:00 | Chloé Valentini 6 | 30:25(12:9) | 6 Bianca Bazaliu | Főnix Aréna, Debreczyn Widzów: 1481 Sędzia: Line Hansen, Josefine Jensen |
| 5 grudnia 202418:00 | 7x                | 30:25(12:9) | 5× · 1×          | Főnix Aréna, Debreczyn Widzów: 1481 Sędzia: Line Hansen, Josefine Jensen |

| 5 grudnia 202420:30 | Węgry            | 26:20(16:11) | Czarnogóra         | Főnix Aréna, Debreczyn Widzów: 2067 Sędzia: Javier Álvarez, Ion Bustamante |
| 5 grudnia 202420:30 | Katrin Klujber 6 | 26:20(16:11) | 5 Đurđina Jauković | Főnix Aréna, Debreczyn Widzów: 2067 Sędzia: Javier Álvarez, Ion Bustamante |
| 5 grudnia 202420:30 | 3× · 1×          | 26:20(16:11) | 4×                 | Főnix Aréna, Debreczyn Widzów: 2067 Sędzia: Javier Álvarez, Ion Bustamante |

| 6 grudnia 202415:30 | Szwecja          | 23:25(8:12) | Rumunia          | Főnix Aréna, Debreczyn Widzów: 1520 Sędzia: William Weijmans, Rick Wolbertus |
| 6 grudnia 202415:30 | Emma Lindqvist 5 | 23:25(8:12) | 8 Bianca Bazaliu | Főnix Aréna, Debreczyn Widzów: 1520 Sędzia: William Weijmans, Rick Wolbertus |
| 6 grudnia 202415:30 | 2x               | 23:25(8:12) | 1× · 1×          | Főnix Aréna, Debreczyn Widzów: 1520 Sędzia: William Weijmans, Rick Wolbertus |

| 6 grudnia 202418:00 | Francja       | 31:23(15:11) | Czarnogóra        | Főnix Aréna, Debreczyn Widzów: 2041 Sędzia: Eskil Braseth, Leif Sundet |
| 6 grudnia 202418:00 | Grâce Zaadi 7 | 31:23(15:11) | 6 Ivona Pavićević | Főnix Aréna, Debreczyn Widzów: 2041 Sędzia: Eskil Braseth, Leif Sundet |
| 6 grudnia 202418:00 | 5× · 1× · 1×  | 31:23(15:11) | 3×                | Főnix Aréna, Debreczyn Widzów: 2041 Sędzia: Eskil Braseth, Leif Sundet |

| 6 grudnia 202420:30 | Węgry         | 31:21(17:9) | Polska              | Főnix Aréna, Debreczyn Widzów: 2955 Sędzia: Radojko Brkić, Andrej Jusufhodžić |
| 6 grudnia 202420:30 | Petra Vámos 8 | 31:21(17:9) | 4 Aleksandra Rosiak | Főnix Aréna, Debreczyn Widzów: 2955 Sędzia: Radojko Brkić, Andrej Jusufhodžić |
| 6 grudnia 202420:30 | 4x            | 31:21(17:9) | 5x                  | Főnix Aréna, Debreczyn Widzów: 2955 Sędzia: Radojko Brkić, Andrej Jusufhodžić |

| 8 grudnia 202415:30 | Czarnogóra         | 30:28(14:14) | Polska              | Főnix Aréna, Debreczyn Widzów: 1872 Sędzia: Line Hansen, Josefine Jensen |
| 8 grudnia 202415:30 | Đurđina Jauković 8 | 30:28(14:14) | 6 Monika Kobylińska | Főnix Aréna, Debreczyn Widzów: 1872 Sędzia: Line Hansen, Josefine Jensen |
| 8 grudnia 202415:30 | 8× · 1×            | 30:28(14:14) | 3× · 1× · 1×        | Főnix Aréna, Debreczyn Widzów: 1872 Sędzia: Line Hansen, Josefine Jensen |

| 8 grudnia 202418:00 | Węgry             | 37:29(20:15) | Rumunia         | Főnix Aréna, Debreczyn Widzów: 4163 Sędzia: Vanja Antić, Jelena Jakovljević |
| 8 grudnia 202418:00 | Katrin Klujber 10 | 37:29(20:15) | 6 Lorena Ostase | Főnix Aréna, Debreczyn Widzów: 4163 Sędzia: Vanja Antić, Jelena Jakovljević |
| 8 grudnia 202418:00 | 3×                | 37:29(20:15) | 4× · 1×         | Főnix Aréna, Debreczyn Widzów: 4163 Sędzia: Vanja Antić, Jelena Jakovljević |

| 8 grudnia 202420:30 | Szwecja                       | 27:31(13:19) | Francja                              | Főnix Aréna, Debreczyn Widzów: 1679 Sędzia: Radojko Brkić, Andrej Jusufhodžić |
| 8 grudnia 202420:30 | Tyra Axnér 4 Jamina Roberts 4 | 27:31(13:19) | 6 Tamara Horacek 6 Estelle Nze Minko | Főnix Aréna, Debreczyn Widzów: 1679 Sędzia: Radojko Brkić, Andrej Jusufhodžić |
| 8 grudnia 202420:30 | 4× · 1×                       | 27:31(13:19) | 4x                                   | Főnix Aréna, Debreczyn Widzów: 1679 Sędzia: Radojko Brkić, Andrej Jusufhodžić |

| 10 grudnia 202415:30 | Rumunia         | 24:29(11:10) | Polska                         | Főnix Aréna, Debreczyn Widzów: 1273 Sędzia: Eskil Braseth, Leif Sundet |
| 10 grudnia 202415:30 | Sorina Grozav 7 | 24:29(11:10) | 5 Magda Balsam 5 Dagmara Nocuń | Főnix Aréna, Debreczyn Widzów: 1273 Sędzia: Eskil Braseth, Leif Sundet |
| 10 grudnia 202415:30 | 5× · 1×         | 24:29(11:10) | 3× · 1×                        | Főnix Aréna, Debreczyn Widzów: 1273 Sędzia: Eskil Braseth, Leif Sundet |

| 10 grudnia 202418:00 | Węgry            | 27:30(13:13) | Francja                            | Főnix Aréna, Debreczyn Widzów: 3639 Sędzia: William Weijmans, Rick Wolbertus |
| 10 grudnia 202418:00 | Katrin Klujber 9 | 27:30(13:13) | 5 Pauletta Foppa 5 Chloé Valentini | Főnix Aréna, Debreczyn Widzów: 3639 Sędzia: William Weijmans, Rick Wolbertus |
| 10 grudnia 202418:00 | 1x               | 27:30(13:13) | 3× · 1×                            | Főnix Aréna, Debreczyn Widzów: 3639 Sędzia: William Weijmans, Rick Wolbertus |

| 10 grudnia 202420:30 | Szwecja           | 25:24(14:14) | Czarnogóra         | Főnix Aréna, Debreczyn Widzów: 1569 Sędzia: Tomas Barysas, Povilas Petrušis |
| 10 grudnia 202420:30 | Nathalie Hagman 6 | 25:24(14:14) | 9 Đurđina Jauković | Főnix Aréna, Debreczyn Widzów: 1569 Sędzia: Tomas Barysas, Povilas Petrušis |
| 10 grudnia 202420:30 | 3x                | 25:24(14:14) | 3x                 | Főnix Aréna, Debreczyn Widzów: 1569 Sędzia: Tomas Barysas, Povilas Petrušis |

### Grupa II
| 5 grudnia 202415:30 | Szwajcaria     | 27:36(14:18) | Niemcy        | Wiener Stadthalle, Wiedeń Widzów: 2182 Sędzia: Igor Covalciuc, Alexei Covalciuc |
| 5 grudnia 202415:30 | Tabea Schmid 8 | 27:36(14:18) | 6 Alexia Hauf | Wiener Stadthalle, Wiedeń Widzów: 2182 Sędzia: Igor Covalciuc, Alexei Covalciuc |
| 5 grudnia 202415:30 | 1x             | 27:36(14:18) | 2x            | Wiener Stadthalle, Wiedeń Widzów: 2182 Sędzia: Igor Covalciuc, Alexei Covalciuc |

| 5 grudnia 202418:00 | Holandia           | 26:22(14:10) | Słowenia       | Wiener Stadthalle, Wiedeń Widzów: 2234 Sędzia: Tomas Barysas, Povilas Petrušis |
| 5 grudnia 202418:00 | Angela Malestein 6 | 26:22(14:10) | 7 Tjaša Stanko | Wiener Stadthalle, Wiedeń Widzów: 2234 Sędzia: Tomas Barysas, Povilas Petrušis |
| 5 grudnia 202418:00 | 3× · 1×            | 26:22(14:10) | 4x             | Wiener Stadthalle, Wiedeń Widzów: 2234 Sędzia: Tomas Barysas, Povilas Petrušis |

| 5 grudnia 202420:30 | Dania          | 24:27(12:13) | Norwegia                            | Wiener Stadthalle, Wiedeń Widzów: 2579 Sędzia: Jelena Vujačić, Anđelina Kažanegra |
| 5 grudnia 202420:30 | Andrea Aagot 6 | 24:27(12:13) | 5 Kristine Breistøl 5 Henny Reistad | Wiener Stadthalle, Wiedeń Widzów: 2579 Sędzia: Jelena Vujačić, Anđelina Kažanegra |
| 5 grudnia 202420:30 | 4× · 1×        | 24:27(12:13) | 2× · 1×                             | Wiener Stadthalle, Wiedeń Widzów: 2579 Sędzia: Jelena Vujačić, Anđelina Kažanegra |

| 7 grudnia 202415:30 | Szwajcaria                      | 25:34(16:17) | Słowenia                   | Wiener Stadthalle, Wiedeń Widzów: 2612 Sędzia: Tatjana Praštalo, Vesna Balvan |
| 7 grudnia 202415:30 | Mia Emmenegger 5 Tabea Schmid 5 | 25:34(16:17) | 6 Ana Abina 6 Tjaša Stanko | Wiener Stadthalle, Wiedeń Widzów: 2612 Sędzia: Tatjana Praštalo, Vesna Balvan |
| 7 grudnia 202415:30 | 2× · 1×                         | 25:34(16:17) | 3×                         | Wiener Stadthalle, Wiedeń Widzów: 2612 Sędzia: Tatjana Praštalo, Vesna Balvan |

| 7 grudnia 202418:00 | Dania                                  | 30:22(15:13) | Niemcy      | Wiener Stadthalle, Wiedeń Widzów: 4025 Sędzia: Cristina Lovin, Simona Stancu |
| 7 grudnia 202418:00 | Anne Mette Hansen 6 Trine Østergaard 6 | 30:22(15:13) | 4 Lisa Antl | Wiener Stadthalle, Wiedeń Widzów: 4025 Sędzia: Cristina Lovin, Simona Stancu |
| 7 grudnia 202418:00 | 2x                                     | 30:22(15:13) | 2x          | Wiener Stadthalle, Wiedeń Widzów: 4025 Sędzia: Cristina Lovin, Simona Stancu |

| 7 grudnia 202420:30 | Holandia         | 21:31(9:15) | Norwegia         | Wiener Stadthalle, Wiedeń Widzów: 3267 Sędzia: Yann Carmaux, Julien Mursch |
| 7 grudnia 202420:30 | Larissa Nüsser 5 | 21:31(9:15) | 6 Camilla Herrem | Wiener Stadthalle, Wiedeń Widzów: 3267 Sędzia: Yann Carmaux, Julien Mursch |
| 7 grudnia 202420:30 | 2x               | 21:31(9:15) | 4x               | Wiener Stadthalle, Wiedeń Widzów: 3267 Sędzia: Yann Carmaux, Julien Mursch |

| 9 grudnia 202415:30 | Szwajcaria        | 29:37(17:24) | Holandia        | Wiener Stadthalle, Wiedeń Widzów: 1714 Sędzia: Jelena Vujačić, Anđelina Kažanegra |
| 9 grudnia 202415:30 | Daphne Gautschi 6 | 29:37(17:24) | 7 Zoë Sprengers | Wiener Stadthalle, Wiedeń Widzów: 1714 Sędzia: Jelena Vujačić, Anđelina Kažanegra |
| 9 grudnia 202415:30 | 1×                | 29:37(17:24) | 2× · 1× · 1×    | Wiener Stadthalle, Wiedeń Widzów: 1714 Sędzia: Jelena Vujačić, Anđelina Kažanegra |

| 9 grudnia 202418:00 | Norwegia        | 32:27(19:13) | Niemcy               | Wiener Stadthalle, Wiedeń Widzów: 2677 Sędzia: Tatjana Praštalo, Vesna Balvan |
| 9 grudnia 202418:00 | Henny Reistad 9 | 32:27(19:13) | 4 cztery zawodniczki | Wiener Stadthalle, Wiedeń Widzów: 2677 Sędzia: Tatjana Praštalo, Vesna Balvan |
| 9 grudnia 202418:00 | 3x              | 32:27(19:13) | 2x                   | Wiener Stadthalle, Wiedeń Widzów: 2677 Sędzia: Tatjana Praštalo, Vesna Balvan |

| 9 grudnia 202420:30 | Dania             | 33:26(17:15) | Słowenia       | Wiener Stadthalle, Wiedeń Widzów: 1719 Sędzia: Javier Álvarez, Ion Bustamante |
| 9 grudnia 202420:30 | Elma Halilcevic 6 | 33:26(17:15) | 8 Tjaša Stanko | Wiener Stadthalle, Wiedeń Widzów: 1719 Sędzia: Javier Álvarez, Ion Bustamante |
| 9 grudnia 202420:30 | 4× · 1×           | 33:26(17:15) | 5×             | Wiener Stadthalle, Wiedeń Widzów: 1719 Sędzia: Javier Álvarez, Ion Bustamante |

| 11 grudnia 202415:30 | Słowenia           | 16:35(11:17) | Niemcy        | Wiener Stadthalle, Wiedeń Widzów: 1836 Sędzia: Yann Carmaux, Julien Mursch |
| 11 grudnia 202415:30 | trzy zawodniczki 3 | 16:35(11:17) | 6 Annika Lott | Wiener Stadthalle, Wiedeń Widzów: 1836 Sędzia: Yann Carmaux, Julien Mursch |
| 11 grudnia 202415:30 | 3x                 | 16:35(11:17) | 5x            | Wiener Stadthalle, Wiedeń Widzów: 1836 Sędzia: Yann Carmaux, Julien Mursch |

| 11 grudnia 202418:00 | Dania               | 30:26(15:13) | Holandia          | Wiener Stadthalle, Wiedeń Widzów: 2813 Sędzia: Igor Covalciuc, Alexei Covalciuc |
| 11 grudnia 202418:00 | Anne Mette Hansen 7 | 30:26(15:13) | 10 Dione Housheer | Wiener Stadthalle, Wiedeń Widzów: 2813 Sędzia: Igor Covalciuc, Alexei Covalciuc |
| 11 grudnia 202418:00 | 5x                  | 30:26(15:13) | 4× · 1×           | Wiener Stadthalle, Wiedeń Widzów: 2813 Sędzia: Igor Covalciuc, Alexei Covalciuc |

| 11 grudnia 202420:30 | Szwajcaria     | 24:40(13:24) | Norwegia                                | Wiener Stadthalle, Wiedeń Widzów: 1521 Sędzia: Cristina Lovin, Simona Stancu |
| 11 grudnia 202420:30 | Tabea Schmid 7 | 24:40(13:24) | 5 Emilie Hovden 5 Sanna Solberg-Isaksen | Wiener Stadthalle, Wiedeń Widzów: 1521 Sędzia: Cristina Lovin, Simona Stancu |
| 11 grudnia 202420:30 | 2x             | 24:40(13:24) | 1x                                      | Wiener Stadthalle, Wiedeń Widzów: 1521 Sędzia: Cristina Lovin, Simona Stancu |

## Faza finałowa

### Mecz o 5. miejsce
| 13 grudnia 202415:00 | Szwecja                           | 33:32(15:15) | Holandia         | Wiener Stadthalle, Wiedeń Widzów: 3132 Sędzia: Tatjana Praštalo, Vesna Balvan |
| 13 grudnia 202415:00 | Emma Lindqvist 8 Jamina Roberts 8 | 33:32(15:15) | 9 Dione Housheer | Wiener Stadthalle, Wiedeń Widzów: 3132 Sędzia: Tatjana Praštalo, Vesna Balvan |
| 13 grudnia 202415:00 | 2x                                | 33:32(15:15) | 6× · 1×          | Wiener Stadthalle, Wiedeń Widzów: 3132 Sędzia: Tatjana Praštalo, Vesna Balvan |

### Mecze o miejsca 1–4
|  |            |           |           |                   |    |       |       |       |
|  | Półfinały  | Półfinały | Półfinały |                   |    | Finał | Finał | Finał |
|  | Półfinały  | Półfinały | Półfinały |                   |    | Finał | Finał | Finał |
|  | 13 grudnia |           |           |                   |    |       |       |       |
|  |            |           |           |                   |    |       |       |       |
|  | Francja    | Francja   | 22        |                   |    |       |       |       |
|  | Francja    | Francja   | 22        | 15 grudnia        |    |       |       |       |
|  | Dania      | Dania     | 24        |                   |    |       |       |       |
|  | Dania      | Dania     | 24        |                   |    | Dania | Dania | 23    |
|  | 13 grudnia |           |           |                   |    | Dania | Dania | 23    |
|  |            |           | Norwegia  | Norwegia          | 31 |       |       |       |
|  | Węgry      | Węgry     | Norwegia  | Norwegia          | 31 | 22    |       |       |
|  | Węgry      | Węgry     |           |                   |    |       |       |       |
|  | Norwegia   | Norwegia  | 30        |                   |    |       |       |       |
|  | Norwegia   | Norwegia  | 30        | Mecz o 3. miejsce |    |       |       |       |
|  |            |           |           |                   |    |       |       |       |
|  | 15 grudnia |           |           |                   |    |       |       |       |
|  |            |           |           |                   |    |       |       |       |
|  | Francja    | Francja   | 24        |                   |    |       |       |       |
|  | Francja    | Francja   | 24        |                   |    |       |       |       |
|  | Węgry      | Węgry     | 25        |                   |    |       |       |       |
|  | Węgry      | Węgry     | 25        |                   |    |       |       |       |

| 13 grudnia 202417:45 | Węgry            | 22:30(11:13) | Norwegia        | Wiener Stadthalle, Wiedeń Widzów: 8017 Sędzia: Javier Álvarez, Ion Bustamante |
| 13 grudnia 202417:45 | Katrin Klujber 5 | 22:30(11:13) | 7 Henny Reistad | Wiener Stadthalle, Wiedeń Widzów: 8017 Sędzia: Javier Álvarez, Ion Bustamante |
| 13 grudnia 202417:45 | 4x               | 22:30(11:13) | 5x              | Wiener Stadthalle, Wiedeń Widzów: 8017 Sędzia: Javier Álvarez, Ion Bustamante |

| 13 grudnia 202420:30 | Francja          | 22:24(11:13) | Dania               | Wiener Stadthalle, Wiedeń Widzów: 7754 Sędzia: Cristina Lovin, Simona Stancu |
| 13 grudnia 202420:30 | Pauletta Foppa 4 | 22:24(11:13) | 7 Anne Mette Hansen | Wiener Stadthalle, Wiedeń Widzów: 7754 Sędzia: Cristina Lovin, Simona Stancu |
| 13 grudnia 202420:30 | 2x               | 22:24(11:13) | 2× · 1×             | Wiener Stadthalle, Wiedeń Widzów: 7754 Sędzia: Cristina Lovin, Simona Stancu |

| 15 grudnia 202415:15 | Francja            | 24:25(12:13) | Węgry            | Wiener Stadthalle, Wiedeń Widzów: 8775 Sędzia: Igor Covalciuc, Alexei Covalciuc |
| 15 grudnia 202415:15 | trzy zawodniczki 4 | 24:25(12:13) | 9 Katrin Klujber | Wiener Stadthalle, Wiedeń Widzów: 8775 Sędzia: Igor Covalciuc, Alexei Covalciuc |
| 15 grudnia 202415:15 | 3x                 | 24:25(12:13) | 1× · 1×          | Wiener Stadthalle, Wiedeń Widzów: 8775 Sędzia: Igor Covalciuc, Alexei Covalciuc |

| 15 grudnia 202418:00 | Dania                             | 23:31(12:13) | Norwegia        | Wiener Stadthalle, Wiedeń Widzów: 8775 Sędzia: Vanja Antić, Jelena Jakovljević |
| 15 grudnia 202418:00 | Anne Mette Hansen 5 Mie Højlund 5 | 23:31(12:13) | 8 Henny Reistad | Wiener Stadthalle, Wiedeń Widzów: 8775 Sędzia: Vanja Antić, Jelena Jakovljević |
| 15 grudnia 202418:00 | 5× · 1×                           | 23:31(12:13) | 2× · 1×         | Wiener Stadthalle, Wiedeń Widzów: 8775 Sędzia: Vanja Antić, Jelena Jakovljević |

## Klasyfikacja końcowa
| Miejsce | Reprezentacja      | Uwagi          |
| ------- | ------------------ | -------------- |
| złoto   | Norwegia           | awans: MŚ 2025 |
| srebro  | Dania              | awans: MŚ 2025 |
| brąz    | Węgry              | awans: MŚ 2025 |
| 4.      | Francja            | –              |
| 5.      | Szwecja            | –              |
| 6.      | Holandia           | –              |
| 7.      | Niemcy             | –              |
| 8.      | Czarnogóra         | –              |
| 9.      | Polska             | –              |
| 10      | Słowenia           | –              |
| 11      | Rumunia            | –              |
| 12      | Szwajcaria         | –              |
| 13      | Hiszpania          | –              |
| 14      | Austria            | –              |
| 15      | Czechy             | –              |
| 16      | Islandia           | –              |
| 17      | Wyspy Owcze        | –              |
| 18      | Macedonia Północna | –              |
| 19      | Chorwacja          | –              |
| 20      | Turcja             | –              |
| 21      | Serbia             | –              |
| 22      | Portugalia         | –              |
| 23      | Ukraina            | –              |
| 24      | Słowacja           | –              |

## Nagrody indywidualne
Po raz pierwszy przyznane zostało wyróżnienie dla najlepszej młodej zawodniczki. Z grona nominowanych przez organizatorów zawodniczek nagrody indywidualne otrzymały:
| MVP             | Najlepsza bramkarka | Najlepsza lewoskrzydłowa | Najlepsza lewa rozgrywająca | Najlepsza środkowa rozgrywająca | Najlepsza prawa rozgrywająca | Najlepsza prawoskrzydłowa | Najlepsza obrotowa | Najlepsza broniąca | Najlepsza młoda zawodniczka |
| --------------- | ------------------- | ------------------------ | --------------------------- | ------------------------------- | ---------------------------- | ------------------------- | ------------------ | ------------------ | --------------------------- |
| Anna Kristensen | Anna Kristensen     | Emma Cecilie Friis       | Tjaša Stanko                | Henny Ella Reistad              | Katrin Klujber               | Viktória Győri-Lukács     | Tatjana Brnović    | Pauletta Foppa     | Petra Simon                 |